# Campeonato do Mundo B de Hóquei em Patins de 1988
O Campeonato do Mundo B de Hóquei Patins de 1988 Foi a 3ª edição do Campeonato do Mundo B de Hóquei em Patins, que se realiza a cada dois anos. É uma competição organizada pela FIRS (Federação Internacional de Desportos sobre patins) que apura os 3 primeiros classificados para o Campeonato do Mundo de Hóquei em Patins Masculino de 1989.A competição decorreu em Bogotá, Colombia entre os dias 31 de Outubro e 6 de Novembro.

## Inscritos
Estão representados quatro continentes na 3ª edição do Campeonato do Mundo B de Hóquei em Patins, nesta edição não houve países do continente Africano
| Continente | Pais       | Continente | Pais      | Continente | Pais      |
| ---------- | ---------- | ---------- | --------- | ---------- | --------- |
| Europa     | Suíça      | Americano  | Colômbia  | Asia       | Japão     |
| Europa     | Inglaterra | Americano  | Chile     | Asia       | Macau     |
| Americano  | Canadá     | Americano  | Equador   | Asia       | Taiwan    |
| Americano  | México     | Americano  | Venezuela | Oceania    | Austrália |

## Fase de Grupos

### Grupo A
| Time      | J | V | E | D | GP | GC | SG  | Pts |
| --------- | - | - | - | - | -- | -- | --- | --- |
| Colômbia  | 5 | 5 | 0 | 0 | 42 | 12 | +30 | 15  |
| Austrália | 5 | 4 | 0 | 1 | 44 | 7  | +37 | 12  |
| México    | 5 | 3 | 0 | 2 | 31 | 17 | +14 | 9   |
| Venezuela | 5 | 2 | 0 | 3 | 10 | 28 | −18 | 6   |
| Canadá    | 5 | 0 | 1 | 4 | 14 | 53 | −39 | 1   |
| Japão     | 5 | 0 | 1 | 4 | 8  | 42 | −34 | 1   |

|           | COL | AUS | MEX | VEN | CAN  | JPN  |
| --------- | --- | --- | --- | --- | ---- | ---- |
| Colômbia  | –   | 3–0 | 7–0 | 9–0 | 11–2 | 12–0 |
| Austrália |     | –   | 5–2 | 7–0 | 17–1 | 15–1 |
| México    |     |     | –   | 7–2 | 14–1 | 8–2  |
| Venezuela |     |     |     | –   | 6–5  | 2–0  |
| Canadá    |     |     |     |     | –    | 5–5  |
| Japão     |     |     |     |     |      | –    |

### Grupo B
| Time       | J | V | E | D | GP | GC | SG  | Pts |
| ---------- | - | - | - | - | -- | -- | --- | --- |
| Suíça      | 5 | 4 | 1 | 0 | 98 | 7  | +91 | 13  |
| Chile      | 5 | 4 | 1 | 0 | 72 | 9  | +63 | 13  |
| Inglaterra | 5 | 3 | 0 | 2 | 41 | 9  | +32 | 9   |
| Equador    | 5 | 2 | 0 | 3 | 25 | 51 | −26 | 6   |
| Macau      | 5 | 1 | 0 | 4 | 4  | 73 | −69 | 3   |
| Taiwan     | 5 | 0 | 0 | 5 | 7  | 98 | −91 | 0   |

|            | SUI | CHI | ING | ECU  | MAC  | TWN  |
| ---------- | --- | --- | --- | ---- | ---- | ---- |
| Suíça      | –   | 3–3 | 4–3 | 21–1 | 30–0 | 40–0 |
| Chile      |     | –   | 3–1 | 17–2 | 23–1 | 26–2 |
| Inglaterra |     |     | –   | 10–2 | 11–0 | 16–0 |
| Equador    |     |     |     | –    | 7–0  | 13–3 |
| Macau      |     |     |     |      | –    | 3–2  |
| Taiwan     |     |     |     |      |      | –    |

## Fase Final
O top 3 de cada grupo vão disputar as posições de 1º a 6º em sistema liga. O resto joga em outra liga para as posições 7º/12º. Em ambos os casos, os resultados da primeira fase foram respeitados. Estes jogos são marcados com um (*).

### Apuramento Campeão
| CAMPEÃO DO MUNDO DE HÓQUEI EM PATINS B 1988 |
| ------------------------------------------- |
| COLÔMBIA PRIMEIRO TITULO                    |

| Time       | J | V | E | D | GP  | GC | SG   | Pts |
| ---------- | - | - | - | - | --- | -- | ---- | --- |
| Colômbia   | 5 | 5 | 0 | 0 | 19  | 2  | +17  | 15  |
| Suíça      | 5 | 3 | 1 | 1 | 27  | 11 | +16  | 10  |
| Chile      | 5 | 3 | 1 | 1 | 22  | 12 | +10  | 10  |
| Austrália  | 5 | 2 | 0 | 3 | 190 | 21 | +169 | 6   |
| México     | 5 | 0 | 1 | 4 | 14  | 39 | −25  | 1   |
| Inglaterra | 5 | 0 | 1 | 4 | 13  | 29 | −16  | 1   |

|            | COL | SUI | CHI  | AUS  | MEX  | ING  |
| ---------- | --- | --- | ---- | ---- | ---- | ---- |
| Colômbia   | –   | 2–1 | 2–0  | 3–0* | 7–0* | 5–1  |
| Suíça      |     | –   | 3–3* | 8–1  | 11–2 | 4–3* |
| Chile      |     |     | –    | 3–1  | 13–5 | 3–1* |
| Austrália  |     |     |      | –    | 5–2* | 12–5 |
| México     |     |     |      |      | –    | 5–3  |
| Inglaterra |     |     |      |      |      | –    |

### Grupo 7º/12º
| Time      | J | V | E | D | GP | GC | SG  | Pts |
| --------- | - | - | - | - | -- | -- | --- | --- |
| Venezuela | 5 | 4 | 1 | 0 | 30 | 16 | +14 | 13  |
| Canadá    | 5 | 3 | 1 | 1 | 39 | 24 | +15 | 10  |
| Japão     | 5 | 3 | 1 | 1 | 18 | 14 | +4  | 10  |
| Equador   | 5 | 2 | 0 | 3 | 33 | 21 | +12 | 6   |
| Macau     | 5 | 1 | 0 | 4 | 13 | 30 | −17 | 3   |
| Taiwan    | 5 | 0 | 0 | 5 | 13 | 41 | −28 | 0   |

|           | VEN | CAN  | JPN  | ECU | MAC  | TWN   |
| --------- | --- | ---- | ---- | --- | ---- | ----- |
| Venezuela | –   | 6–5* | 2–0* | 5–5 | 7–3  | 10–3  |
| Canadá    |     | –    | 5–5* | 9–5 | 8–5  | 12–3  |
| Japão     |     |      | –    | 4–3 | 6–2  | 3–2   |
| Equador   |     |      |      | –   | 7–0* | 13–3* |
| Macau     |     |      |      |     | –    | 3–2*  |
| Taiwan    |     |      |      |     |      | –     |

## Classificação final
| 1. Colômbia   |
| 2. Suíça      |
| 3. Chile      |
| 4. Austrália  |
| 5. México     |
| 6. Inglaterra |
| 7. Venezuela  |
| 8. Canadá     |
| 9. Japão      |
| 10. Equador   |
| 11. Macau     |
| 12. Taiwan    |